# Mother's Day (film 2010)
Mother's Day è un film del 2010, diretto da Darren Lynn Bousman.
Il film è un remake dell'omonimo film prodotto nel 1980 dalla Troma e diretto da Charles Kaufman.

## Trama
Dopo una rapina in banca andata male, i tre fratelli Koffin fuggono verso casa della loro madre nella speranza che possa aiutarli a scappare dalle autorità, ormai ricercati. A contribuire alla situazione di tensione anche la fuga di un loro amico, complice della rapina, con il bottino.
Quando i tre arrivano a casa, non trovano però la madre, a cui la casa è stata pignorata mesi addietro, ma Beth e Daniel Sohapi, nuovi proprietari, intenti a festeggiare un compleanno con amici. Le persone dell'abitazione vengono così sequestrate e prese come ostaggi in attesa di stabilire un piano sul da farsi; nel frattempo la madre su indicazione della figlia torna a casa dai figli, iniziando a meditare un sanguinoso progetto per silenziare quanto più l'accaduto.

## Distribuzione
Il film è stato presentato in anteprima al Fantastic Fest di Austin, Texas il 23 settembre 2010 e successivamente al Sitges - Festival internazionale del cinema della Catalogna, il 16 ottobre 2010.
Mother's Day fu presentato all'edizione 2010 dell'American Film Market, con la visione al pubblico del trailer in lingua tedesca; lo stesso diffuso in rete il 18 gennaio 2011 come trailer ufficiale.
Il film esce nel circuito cinematografico statunitense il 1º aprile 2011.